# Josefina Castellví
Josefina Castellví Piulach (Barcelone, 1er juillet 1935) est une océanographe et biologiste espagnole. 

## Biographie
Fille d'un médecin et d’une femme au foyer, Josefina Castellví i Piulachs, est née à Barcelone , dans le quartier de l'Eixample, quelques mois avant le déclenchement de la guerre civile. Elle a étudié à l'Institut Montserrat dans  le quartier de Sant Gervasi. En 1957, elle est diplômée en biologie à l'Université de Barcelone. En 1960, elle se spécialise en océanographie à la Sorbonne à Paris.
En 1960, après avoir obtenu son doctorat, elle participe à ses premières expéditions océanographiques sur un navire français et travaille comme chargée de travaux pratiques à la Sorbonne, tout en travaillant à l'Institut des sciences marines du Conseil supérieur de la recherche scientifique - dont elle sera directrice en 1994 et 1995. Elle obtient un doctorat en sciences biologiques à l'Université de Barcelone en 1969. 
Elle réalise tout d’abord des expériences en laboratoire car, à cette époque, l'Espagne est dépourvue de navires de recherche et de sous-marins pour l’exploration directe des mers. Puis, en 1971, lorsque des scientifiques lancent le premier navire océanographique espagnol pour la recherche, Josefina Castellví peut mener ses recherches en mer, où se trouvent ses objets d'étude et dont elle peut analyser le comportement au milieu des courants océaniques.
En 1984, elle est la première espagnole à prendre part à une expédition internationale en Antarctique. Sa participation, et son rôle dans l'installation de la base antarctique espagnole Juan Carlos I, sur l'île Livingston,,, permettent à l'Espagne de devenir membre du Traité de l'Antarctique (1988).
Jusqu'en 1997, Josefina Castellví est directrice de la base, où 12 personnes passent quatre mois par an. L'Antarctique est un laboratoire naturel, où les expériences de la Terre sont écrites sur la glace depuis des millions d'années et l'analyse de ces données permet de partager les expériences de notre planète.
Après plusieurs années à Madrid, où elle est chargée depuis 1989 du Programme national de recherche en Antarctique, elle revient à Barcelone en 1995 pour diriger l'Institut des sciences marines. Au cours de sa vie professionnelle, elle présente ses recherches lors de conférences et publie des ouvrages, notamment J'ai vécu en Antarctique, publié en 1996.
En 1994, elle reçoit la Médaille d'or de la ville de Barcelone et en 2003, la Croix de Saint-Georges. Depuis 2010, elle est la présidente de l'Université d'été d'Andorre. Le 8 octobre 2013, elle remporte le prix de la culture du Gouvernement de la Catalogne. Le 13 mai 2014, elle est nommée Catalane de l'année.
En 2014, elle est nommée vice-présidente du Conseil consultatif pour le développement durable de la Catalogne (CADS).
Le 5 mars 2015 elle reçoit la médaille August Pi i Sunyer de la Faculté de médecine de l'UB, au cours de la commémoration de la Journée internationale de la femme. Elle est la première femme à recevoir cette distinction.
À la retraite depuis 2000, Josefina Castellví reste active ; elle continue de travailler avec le Conseil consultatif pour le développement durable, avec le Département de la Présidence de la Catalogne, et elle continue de donner des conférences sur son travail et sur l'Antarctique, pour faire comprendre l'importance de ce désert de glace. Comme il s’agit du territoire le plus froid, explique-elle, c’est l'endroit idéal pour étudier les mécanismes d'adaptation de tous les êtres vivants, qui doivent changer leur métabolisme afin de survivre. Actuellement, Josefina Castellví vit toujours dans l’appartement où elle est née, où elle apprécie les origines des personnes et de toutes les espèces.
Josefina Castellví est la première espagnole à s’être consacrée à l'océanographie. Elle a reçu de nombreux prix en reconnaissance de ses travaux de recherche. « Ce qui est difficile c’est d'obtenir le premier prix », dit-elle, citant le scientifique Ramon Margalef, « parce que les autres sont plus faciles à obtenir». De tout ce qu’elle possède, Josefina accorde de l’importance à deux choses : la Médaille d'or de la ville de Barcelone (1994) et de la Croix de Saint-Georges (2003), parce qu'elles rendent hommage à sa ville et à son pays.

## Publications

### Œuvres
Josefina Castellví a écrit de nombreux livres, plus de 70 articles scientifiques de magazines nationaux et internationaux et elle a présidé divers comités et commissions internationales sur les thèmes des océans et de l’Antarctide,.  Parmi ses livres figurent : 
- 1967 : Écologie marine
- 1996 : J'ai habité en Antarctique

Une œuvre autobiographique où elle raconte son expérience en l’Antarctique. Dans ce livre, elle explique comment elle a dirigé durant quatre saisons la base antarctique espagnole Juan Carlos I, cela tout en étant la première femme espagnole faisant des recherches sur ce continent. Le livre raconte avec beaucoup d’anecdotes les premiers moments où elle se trouvait surtout en présence d’Antoni Ballester, le promoteur de la présence espagnole en Antarctide pendant les années 1960, qui essayait de développer le projet sur le continent.
- 2005 : Le Rôle que jouent les océans dans l'équilibre de la planète Terre

Une œuvre publiée en catalan qui parle de l’impact du changement climatique et des raisons pour lesquelles les conditions environnementales de la planète Terre ont changé.

### Articles
- 1963 : Les pigments de la diatomée marine Skeletonema costatum (Grev.) dans sa dépendance des facteurs environnementaux et de la dynamique de la population.
- 1964 : Une simple expérience pour prouver l’influence de la concentration d’éléments nutritifs sur la qualité des pigments des algues.
- 1981 : Aspects microbiologiques de l’enquête océanographique de la plate-forme continentale. I. Proposition générale.
- 1990 : L’enquête en Antarctique.

- 1997 : Pour quoi l’Antarctique attire les enquêteurs scientifiques ?
- 1999 : L’Antarctique.
- 2002 : Les Espagnols en Antarctique.
- 2007 : Comment l’Espagne s’est ouverte à l’enquête antarctique.
- 2014 : El musclo i el seu entorn ambiental.
- 2015 : Fascinationt pour la Nature.

### Filmographie
Lors du 25e anniversaire de la création de la base espagnole, Josefina Castellví, à 77 ans, retourne en Antarctique après plus d’une décennie aux côtés du journaliste et documentariste Albert Solé. Les souvenirs de glace, dans lequel Castellví commente son voyage d’adieux au continent blanc, sont un documentaire réalisé en hommage au travail réalisé par elle-même et par les trois autres scientifiques, Agustí Julià, Joan Rovira et Antoni Ballester, qui ont réussi à faire en sorte que l’Espagne construise sur l’île Déception la première base de recherche de cette zone reculée de la planète et adhère en 1988 au Traité de l'Antarctique. Le film raconte la chronique de ce retour en Antarctique. Il est diffusé pour la première fois sur la chaîne 2 de TVE le 30 mai 2014.

## Distinctions

### La Médaille August Pi i Sunyer
La Médaille August Pi i Sunyer est décernée par la Faculté de médecine de l’Université de Barcelone depuis 1983 à une personnalité scientifique locale. En 2015 Josefina Castellví est la première femme à la recevoir.

### Prix
- Prix Proèmula 1994 à la femme directive de l'année[15].
- Médaille d'or de la mairie de Barcelone (1995).
- Médaille "Narcís Monturiol" au mérite scientifique et technologique de la Généralité de Catalogne (1996).
- Dame de Goya de l'Association espagnole Amis de Goya, (1997).
- Prix Fundació Imhotep-Creu Blanca (1998).
- Prix national 1998 de la Société géographique espagnole.
- Encomienda au Mérite civil, (2002).
- Croix de Saint-Georges de la Généralité de Catalogne, (2003).
- Prix Environnement 2003 de la Compagnie nationale suisse.
- Prix Esteva Bassols : "Senyora de Barcelona" (2005).
- Catalane de l'année 2013 (prix attribué par El Periódico de Catalunya depuis l'année 2000 à une personnalité catalane sur proposition des lecteurs).